# Tsingy de Bemaraha
Tsingy de Bemaraha je lokalita Světového dědictví na Madagaskaru. Leží v regionu Melaky na západě ostrova, nejbližším větším městem je Morondava. Oblast je rozdělena na přísnou přírodní rezervaci o rozloze 834,11 km² na severu a národní park o rozloze 731,74 km² na jihu. Nadmořská výška se pohybuje od 150 do 700 metrů, krajem protéká řeka Manambolo. Průměrný roční srážkový úhrn je 1000 až 1500 mm, průměrná roční teplota 26 až 28 °C.
Pod ochranou UNESCO je od roku 1990. V roce 2023 bylo na seznam UNESCO zapsáno pět dalších chráněných území a název položky byl přejmenován z Tsingy de Bemaraha na „Suché lesy Andrefana“.

## Charakteristika
Zdejší krasová krajina byla formována v období jury, když se rozpadal superkontinent Gondwana. Působením eroze vznikl rozsáhlý labyrint tvořený ostrými škrapy, které se v malgaštině nazývají tsingy („kde se nedá projít bosky“). Krajina je porostlá suchým opadavým lesem, v němž dominuje delonix královská a baobab prstnatý. Na mořském pobřeží rostou mangrovy. Žijí zde poloopice (sifaka Deckenův, ksukol ocasatý nebo avahi Cleeseův), fosa, endemický hlodavec Nesomys lambertoni a více než sto druhů ptáků (orel madagaskarský, výreček bělobradý, kukalka velká).
Odlehlá oblast byla jedním z posledních útočišť původních obyvatel Madagaskaru Vazimbů. V roce 1927 bylo Tsingy de Bemaraha vyhlášeno chráněným územím pod státní správou a v roce 1990 je UNESCO zařadilo na seznam světového dědictví. Oblast je přístupná pouze v období sucha.

## Paleontologie
V této oblasti byla také objevena velmi bohatá paleontologická lokalita s množstvím zkamenělých stop dinosaurů z období střední jury. Jedná se o přinejmenším 31 lokalit na ploše 30 km², celkový počet stop přitom přesahuje 700.

## Fotogalerie

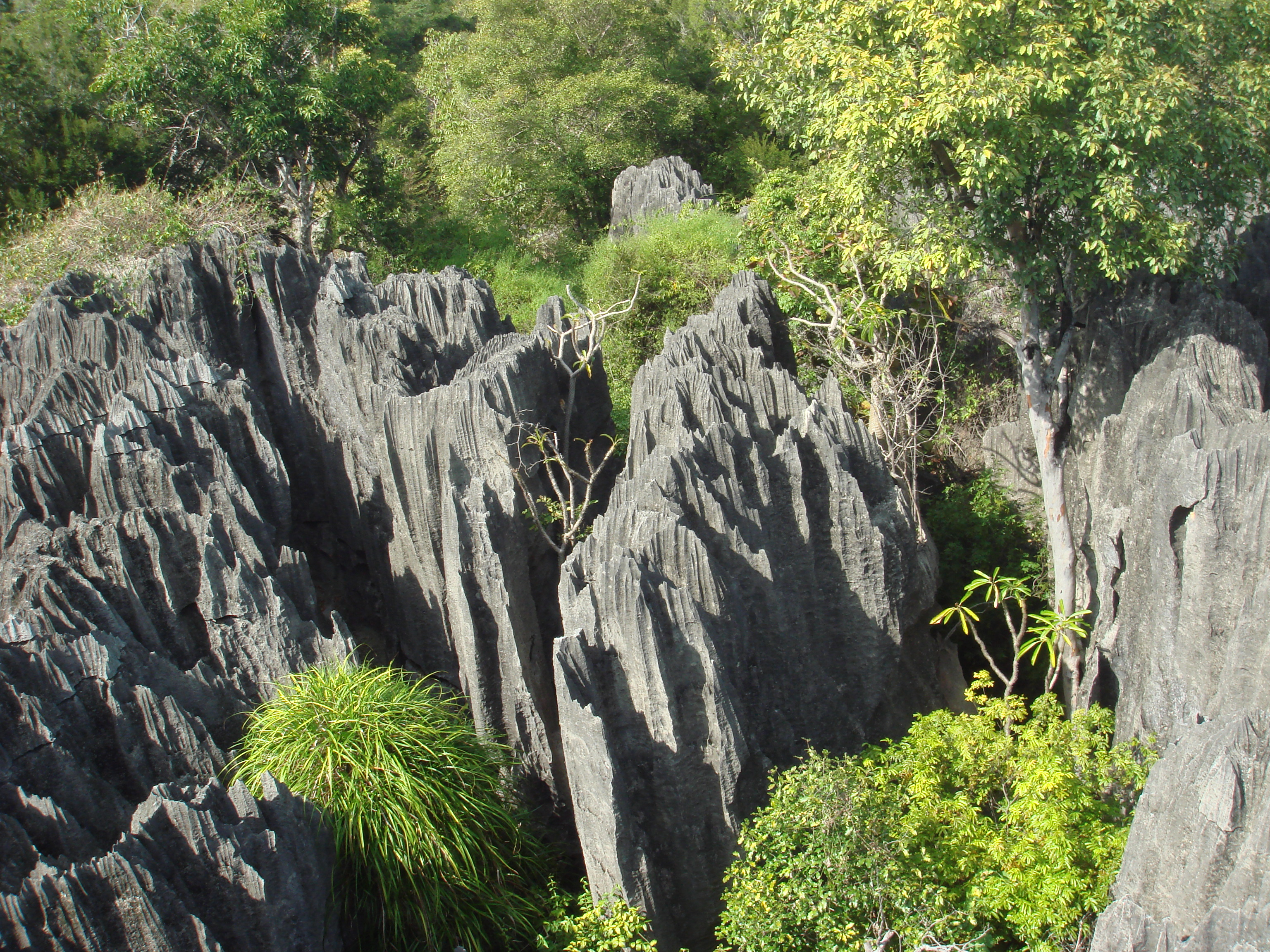
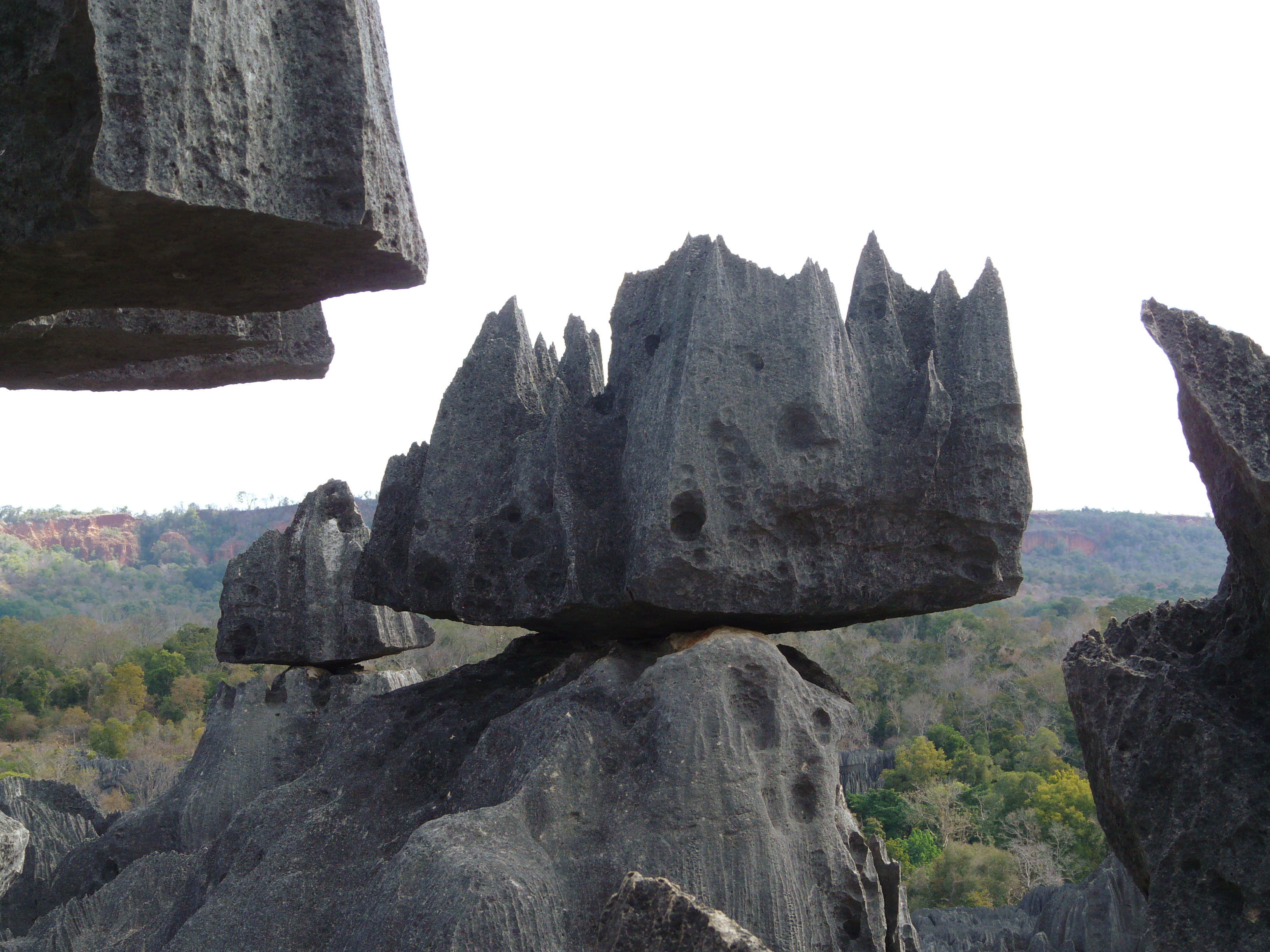
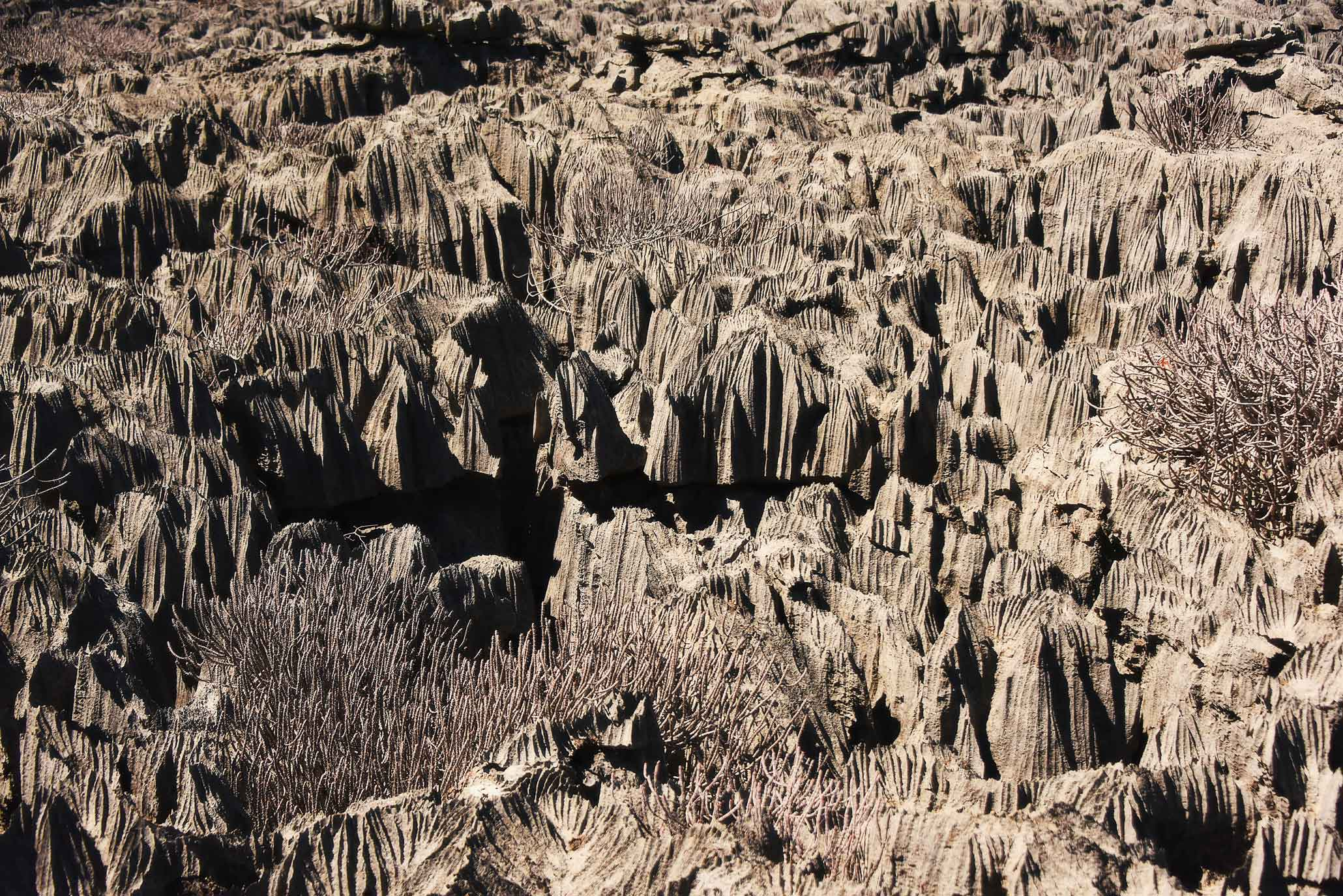
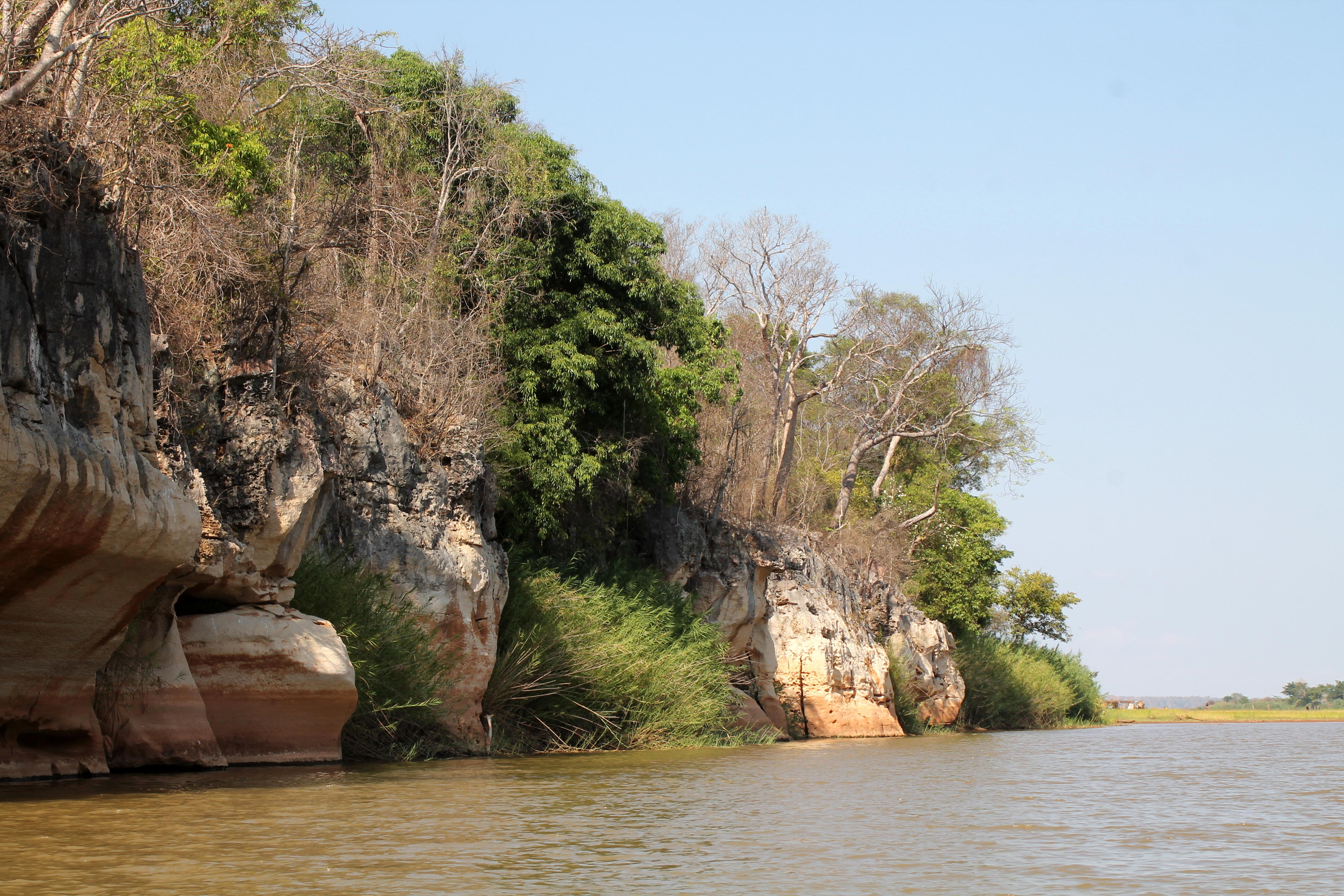